# Pierre Deyon
Pierre Deyon, né le 23 août 1927 à Beauvais et mort le 26 juin 2002 dans le 6e arrondissement de Paris, est un historien moderniste français, recteur de l'académie de Strasbourg de 1981 à 1991.

## Biographie

### Universitaire
Pierre Deyon est né le 23 août 1927 à Beauvais,,,. Après des études d'histoire à la Sorbonne, il obtient l'agrégation d'histoire en 1953. Il est également diplômé de l’Institut d'études politiques de Paris,,.
Il se marie avec Solange Deyon, agrégée d'histoire comme lui. Élève d'Ernest Labrousse, Pierre Deyon est, comme ses amis Emmanuel Le Roy Ladurie et François Furet et d'autres, attiré un temps par le communisme, militant au PCF avant de s'en détourner,,. Avec d'autres historiens de sa génération, Pierre Deyon s'oppose à la guerre d'Algérie et à l'usage de la torture, notamment en adhérant au comité Maurice Audin,.
Pierre Deyon est professeur en lycée de 1953 à 1958 avant d'entrer au CNRS comme attaché de recherches. Il est assistant puis maître-assistant à l'université de Lille de 1960 à 1967. Après avoir soutenu sa thèse de doctorat d'État en 1967, il est maître de conférences de 1967 à 1969 puis professeur des universités dans cette même université de 1969 à 1981.
Installé à Lille avec sa famille, Pierre Deyon préside l'université Lille-III de 1970 à 1975, organisant notamment son transfert à Villeneuve-d’Ascq en 1974,,. Après sa présidence d'université, Pierre Deyon devient expert auprès de la Délégation générale de la Recherche scientifique et technique,,.

### Recteur
En juillet 1981, il est nommé recteur de l'académie de Strasbourg et reste à ce poste jusqu'à sa retraite en 1991,,. Dans cette académie, il lance à partir de 1982 l'apprentissage de l'allemand dès l'école primaire et le renforcement de son enseignement dans l'enseignement secondaire. Il s'agit de tenir compte de la culture alsacienne, en soutenant l'enseignement de l'allemand en tant que langue des pays voisins de l'Alsace et comme expression écrite de l'alsacien. Cette politique est poursuivie par ses successeurs,,.
Pierre Deyon impulse la déclinaison académique de la modernisation de l'enseignement technique et professionnel. Il participe en 1986 à la création d'une conférence des universités du Rhin supérieur (Strasbourg, Mulhouse, Fribourg-en-Brisgau, Karlsruhe et Bâle),,.
Il est ensuite conseiller du ministre de l’Éducation nationale pour la recherche en sciences humaines de 1991 à 1993,,.

### Historien
Pierre Deyon consacre sa thèse d'État, publiée en 1967 sous le titre Amiens, capitale provinciale, à l'étude de la société dans la ville d'Amiens au XVIIe siècle. Ce travail participe d'un renouvellement important des méthodes et des objets de l'histoire urbaine et de l'histoire sociale. Appliquant un modèle labroussien, Pierre Deyon affirme une « ambition d'histoire totale » (dont il reconnaît plus tard le caractère quelque peu illusoire) de son objet à travers une méthodologie rigoureuse. Il étudie l'évolution de la population d'Amiens notamment ses crises démographiques, les activités commerciales et manufacturières de cette ville textile, sa structure sociale (officiers, marchands et pauvres) et enfin la vie religieuse et politique de cette cité très catholique,,,,. Sa thèse complémentaire est une étude des revenus fonciers à travers les fermages de l'Hôtel-Dieu d'Amiens.
En 1969, Pierre Deyon publie un livre de synthèse sur le mercantilisme, qu'il redéfinit à l'échelle européenne, du XVe siècle au XVIIe siècle,,. Il publie et contribue à lancer différentes études sur la proto-industrialisation, notamment dans la Revue du Nord. Dans son livre Le temps des prisons, il étudie l'évolution de la délinquance, de la criminalité et du système pénitentiaire à partir de statistiques construites d'après les archives judiciaires du Nord, synthétisant une quinzaine de mémoires de maîtrise,,. Alors que les théories de Michel Foucault sont à la mode, Pierre Deyon cherche plutôt à élaborer une histoire concrète.
La thèse de Pierre Deyon fait partie des grandes thèses d'histoire régionale des années 1960 et 1970, soutenues par une génération qualifiée de labroussienne. Toutefois, selon Christian Delacroix, Pierre Deyon fait partie de « cette « génération labroussienne » [...] qui s'est ouverte à l'étude des « mentalités » et s'est démarquée d'une histoire économique « pure » et coupée du social ».
La longue affectation de Pierre Deyon comme recteur de l'académie de Strasbourg nourrit sa réflexion, perceptible dans ses derniers livres, sur l'aménagement du territoire et le fait régional en France,. Dans Paris et ses provinces, il retrace les hésitations depuis l'Ancien Régime entre centralisation et décentralisation,. Dans L'État face au pouvoir local, il remet en perspective l'affirmation de l'État face aux pouvoirs locaux, depuis le Moyen Âge jusqu'à la décentralisation de 1982. Dans ces livres, Pierre Deyon s'affirme notamment comme un partisan de la décentralisation et de la responsabilisation des élus locaux.
En 2000, Pierre Deyon et son épouse Solange Deyon publient une biographie d'Henri II de Rohan. Il y dressent le portrait du chef militaire huguenot mais aussi de l'écrivain politique qui combat Richelieu,.
Pierre Deyon meurt subitement le 26 juin 2002 à Paris,,,,, dans les locaux de la Maison des Sciences de l'Homme, boulevard Raspail. L'année suivante, la Revue du Nord publie un numéro spécial  d'hommage, intitulé Faire de l'histoire avec Pierre Deyon.

## Principales publications

### Ouvrages personnels
- Amiens, capitale provinciale : Étude sur la société urbaine au XVIIe siècle, Paris-La Haye, Mouton École pratique des hautes études. Sixième section, sciences économiques et sociales. Centre de recherches historiques, coll. « Civilisations et sociétés » (no 2), 1967, 606 p. (lire en ligne)[17],[18],[19],[20],[39],[40],[41],[42],[43].

Nouvelle édition abrégée : Amiens, capitale provinciale : Étude sur la société urbaine au XVIIe siècle, Amiens, CRDP, 1986, 364 p. (lire en ligne).
- Contributions à l'étude des revenus fonciers en Picardie : Les fermages de l'Hôtel-Dieu d'Amiens et leurs variations de 1515 à 1789, Lille, Publications de la Faculté des Lettres et Sciences Humaines de l'Université de Lille, 1967[22].
- Le mercantilisme, Paris, Flammarion, coll. « Questions d'Histoire », 1969, 128 p. (lire en ligne)[23],[24].
- Le temps des prisons : Essai sur l’histoire de la délinquance et les origines du système pénitentiaire, Lille, Éditions Universitaires, 1975, 196 p.[27],[28].
- Paris et ses provinces : Le défi de la décentralisation (1770-1992), Paris, Armand Colin, 1992, 196 p. (ISBN 978-2200372903)[32],[33].
- Rencontres en Alsace : Les souvenirs d’un recteur : 1981-1991, Strasbourg, Saisons d’Alsace éditions, 1994, 142 p. (lire en ligne).
- L'Europe du XVIIIe siècle, Paris, Hachette, coll. « Hachette supérieur », 1995 (réimpr. 2000), 160 p. (ISBN 978-2011453860)[44].
- L'État face au pouvoir local : Un autre regard sur l'histoire de France, Éditions locales de France, 1996, 245 p. (ISBN 978-2-911065-01-9)[34].
- Régionalismes et régions dans l'Europe des quinze, Éditions Locales de France, 1997, 162 p. (ISBN 978-2-911065-09-5).

### Ouvrages collectifs
- Pierre Deyon, Jean-Claude Richez et Léon Strauss (dir.), Marc Bloch, l'historien et la cité : Actes du colloque organisé les 18 et 19 novembre 1994 par la Ville de Strasbourg, Strasbourg, Presses universitaires de Strasbourg, coll. « Collection de la Maison des sciences de l'homme de Strasbourg » (no 22), 1997, 222 p. (ISBN 978-2-86820-671-8).
- Solange Deyon et Pierre Deyon, Henri de Rohan : Huguenot de plume et d'épée 1579 - 1638, Paris, Perrin, 2000, 256 p. (ISBN 978-2-262-01585-5, lire en ligne)[36],[37].
- Pierre Deyon et Armand Frémont, La France et l'aménagement de son territoire: 1945 - 2015, Editions locales de France, coll. « Décentralisation et développement local », 2000, 190 p. (ISBN 978-2-275-01887-4 et 978-2-911065-19-4)[45].

## Décorations
- Commandeur de la Légion d'honneur[2],[3].

- Commandeur de l'ordre national du Mérite[2],[3].
- Médaille pénitentiaire (1987)[46]

## Hommage
- Revue du Nord 2003/4 (n° 352) : Faire de l'histoire avec Pierre Deyon. Espace et économie, territoire pensé et territoire vécu, 1750-1850 (ISSN 0035-2624, lire en ligne).

### Notices biographiques
- Maurice Garden, « Pierre Deyon », Le Monde,‎ 6 juillet 2002 (lire en ligne, consulté le 24 avril 2024).
- Philippe Guignet, « Réflexions sur un parcours : Pierre Deyon (1927-2002) », Histoire urbaine, vol. 6, no 2,‎ 2002, p. 151–159 (ISSN 1628-0482, DOI 10.3917/rhu.006.0151, lire en ligne, consulté le 24 avril 2024).
- « Biographie de Pierre Deyon, 1927-2002 », Revue du Nord, vol. 352, no 4,‎ 2003, p. 873–873 (ISSN 0035-2624, DOI 10.3917/rdn.352.0873, lire en ligne, consulté le 24 avril 2024).
- Philippe Legin, « DEYON Pierre Jacques », dans Nouveau Dictionnaire de biographie alsacienne, Fédération des Sociétés d'Histoire et d'Archéologie d'Alsace (lire en ligne).